# Longuinhos Monteiro

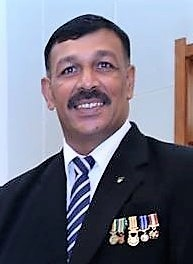
Monteiro em 2017.

Longuinhos Rabindranatha Tagore Domingues de Castro Monteiro, (Maliana Distrito de Bobonaro , 20 de Dezembro de 1968) é um jurista e foi ministro do Interior de Timor-Leste de 2015 até 2017.

## Biografia
Nasceu em 1968 filho do médico Longuinhos Xavier de Castro Monteiro, que veio de Goa, e de Rosa Manuela Domingues. Começou a vida estudantil em Dili, onde  para termina o ensino médio no ano de 1987  e posteriormente continuou seus estudos na Faculdade de Direito da Universidade da Educação Nacional em Denpasar, na Indonésia cursando direito de 1988 a 1994.

## Cargos públicos
De outubro de 2001 a março de 2009 foi o Procurador-Geral da República. como Procurador-Geral também era um membro da Comissão Verdade e Amizade Timor-Leste Indonésia que trabalha os crimes cometidos por forças indonésias em retirada durante o processo  de independência em 1999; de 27 de março de 2009 a 15 de fevereiro de 2015, por nomeação presidencial, foi Comandante-Geral da Polícia Nacional de Timor-Leste e em 16 de fevereiro de 2015 foi nomeado para o cargo de Ministro do Interior no Sexto Governo Constitucional, cargo ocupado até 2017.

## Condecorações
Em 2012 recebeu, pelo Decreto do Presidente da República n.°20, na data de 28 de março de 2012, a insígnia da Ordem de Timor-Leste. 